# Mykola Sjmatko
Mykola Havrylovytsj Sjmatko of ook wel Nikolai Shmatko (Oekraïens: Микола Гаврилович Шматько) (Krasnohoriwka in Oblast Donetsk, Oekraïense SSR, 17 augustus 1943 – Perejaslaw in Oblast Kiev, 15 september 2020) was een Oekraïense beeldhouwer en kunstschilder.

## Leven
Mykola Sjmatko leefde en werkte in Oekraïne. Hij heeft twee zonen, met wie hij bij sommige projecten samenwerkte. In zijn artistieke carrière heeft hij zonder subsidie van de staat of geldschieters meer dan 750 monumenten (bas-reliëfs, haut-reliëfs en sculpturen) en 500 afbeeldingen gemaakt. In zijn eigen galerie „Sjmatko & zonen“ zijn meer dan 70 sculpturen uit Oeralmarmer en 250 afbeeldingen (schilderijen en grafieken) tentoongesteld.
In 2000 verkreeg Sjmatko een professoraat aan de Leerstoel voor Kunst van het Moskouse Instituut van de Wereldcivilisatie.
In 2004 verwierf Sjmatko, na lange onderhandelingen met de beheerder van het gebied van Donetsk en het hoofd van het klooster Svjatohirsk, de opdracht om een sculptuur van de Moeder van God van Svjatohirsk te ontwerpen en in marmer te uitvoeren. De 4,2 m hoge sculptuur beitelde Sjmatko uit twee blokken Oeralmarmer met een totaal gewicht van 40 ton. In de herfst 2004 werd het klooster na omvangrijke restauraties met het nieuwe sculptuur heropend. Voor zijn verdiensten werd Sjmatko door Volodymyr II. Sabodan, de metropoliet van Kiev en Oekraïne, met de Nestor-orde derde graad gehuldigd.
In de herfst 2005 werd de Preobrazjenska-kerk in Keleberda Oblast Poltava met het Sjmatko-sculptuur van de kruisiging van Christus geopend.

klooster Svjatohirsk, Svjatohirskse moeder van God

## Tentoonstellingen
- Naast de permanente tentoonstelling in zijn eigen galerie "Shmatko & Sons", heeft Sjmatko onder andere ook geëxposeerd tijdens de Biënnale van Florence in 2009.

## Werken in musea

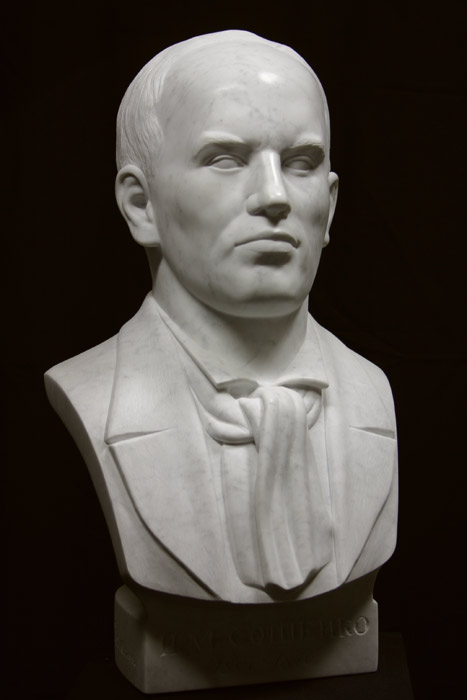
Ivan Sosjenko (beeldhouwer Mykola Sjmatko)

- Borstbeeld Sosjenko Ivan Maksimovic (beeldhouwer Mykola Sjmatko, opgeslagen in een museum Taras Sjevtsjenko Academie van Beeldende Kunsten, Sint-Petersburg)[4][5]